# 武昌府

湖北省の武昌府の位置（1820年）

武昌府（ぶしょうふ）は、中国にかつて存在した府。元末から民国初年にかけて、現在の湖北省南東部に設置された。

## 概要
1364年、朱元璋により武昌路が武昌府と改められた。明のとき、武昌府は湖広省に属し、直属の江夏・武昌・嘉魚・蒲圻・咸寧・崇陽・通城の7県と興国州に属する大冶・通山の2県、合わせて1州9県を管轄した。
清のとき、武昌府は湖北省に属し、江夏・武昌・嘉魚・蒲圻・咸寧・崇陽・通城・大冶・通山・興国州の1州9県を管轄した。
1913年、中華民国により武昌府は廃止された。